# Caudeval
Caudeval – miejscowość i gmina we Francji, w regionie Oksytania, w departamencie Aude. W dniu 1 stycznia 2016 roku z połączenia dwóch ówczesnych gmin – Caudeval oraz Gueytes-et-Labastide – powstała nowa gmina Val de Lambronne. Siedzibą gminy została miejscowość Caudeval. W 2013 roku populacja Caudeval wynosiła 628 mieszkańców. 

## Zabytki
Zabytki w miejscowości posiadające status Monument historique:
- zamek w Caudeval